# Koninklijk Hongaarse Curie

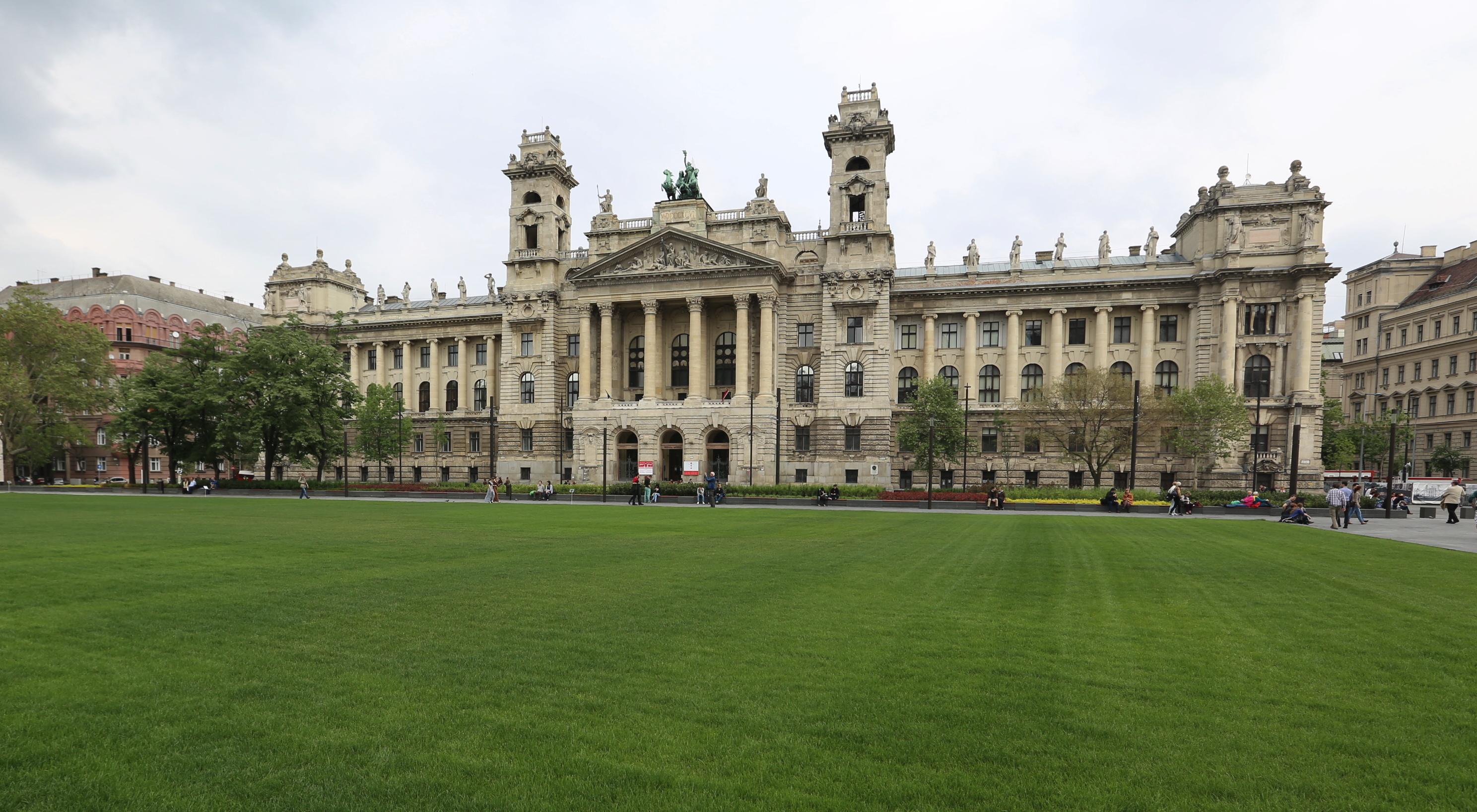
Gebouw op de Kossuth Lajos-tér (Lajos Kossuth-plein) waar de Koninklijk Hongaarse Curie zetelde

De Koninklijk Hongaarse Curie (Hongaars: Magyar Királyi Kúria, Latijn: Curia Regia of Curia Regis) was het Hongaarse hooggerechtshof van 1723 tot 1949.

## Geschiedenis
De Koninklijk Hongaarse Curie werd opgericht in 1723 door keizer Karel VI en zetelde aanvankelijk in Pozsony. Ze werd opgedeeld in twee hoven: het Hof der Zeven (Tabula Septemviralis) en het Hof des Konings (Tabula Regia Ludiciaria).

### Hof der Zeven
Het Hof der Zeven was een hof van beroep van laatste aanleg dat zich boog over de beroepen betreffende de verdicten van het Hof des Konings en het Hof der Banaten (Tabula Banalis), het hof van beroep voor Kroatië en Slavonië. Het Hof der Zeven werd voorgezeten door de palatijn van Hongarije, vergezeld door de opperste landrechter, vijf prelaten (de aartsbisschoppen van Esztergom en Kalocsa en drie katholieke bisschoppen), zes magnaten en negen andere edelen. De leden werden op die manier gekozen dat alle gebieden van het koninkrijk vertegenwoordigd waren.

### Hof des Konings
Het Hof des Konings diende als een gerechtshof voor de adel en als strafrechtelijk hof van beroep. Het was een rechtbank van eerste aanleg voor alle rechtszaken waarbij edelen betrokken waren en was het hof van beroep voor strafrechtelijke zaken die al voor de districtshoven waren verschenen. Het hof werd voorgezeten door de Personalis Presentiae Regis (de persoonlijke wettelijke vertegenwoordiger van de koning van Hongarije) en bestond uit twee prelaten, twee magnaten, de onder-palatijn, de onder-opperste landrechter, vier beroepsmatige rechters, een koninklijk rechter, vier koninklijke juryleden, twee rechters benoemd door de primaat van Hongarije (de aartsbisschop van Esztergom) en vier wereldlijke rechters.
Er kwam een einde aan de Koninklijke Curie met de oprichting van de Volksrepubliek Hongarije in 1949.

## Gebouw
Aanvankelijk was de Curie gevestigd in Pozsony, het huidige Bratislava. Tussen 1893 en 1886 verrees aan het Lajos Kossuthplein in Boedapest het Paleis van Justie (Igazságügyi palota), ontworpen door Alajos Hauszmann. Dit gebouw is na 1949 voor museale doeleinden gebruikt. Tussen 1973 en 2017 was het Etnografisch Museum er gehuisvest. Het is de bedoeling dat het Paleis van Justitie in de toekomst weer door de in 2011 opnieuw ingestelde Curie gebruikt gaat worden.